# Beaucarne

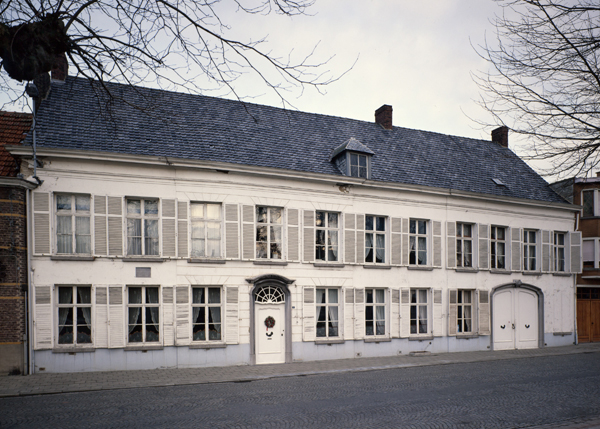
Huis Beaucarne (2012)

Beaucarne (ook: Beaucarne d'Eenaeme) is een geslacht waarvan leden sinds 1931 tot de Belgische adel behoren.

## Geschiedenis
De stamreeks gaat terug tot Joseph Beaucarne (1668-1728) die in 1668 voor het eerst wordt vermeld getuige zijn geboortedatum. De eerste notabele uit het geslacht was Louis Beaucarné (1798-1867), lid van het Nationaal Congres. Het geslacht leverde gedurende generaties burgemeesters van Ename. Op 12 mei 1931 werd dr. Louis Beaucarne (1875-1945), advocaat bij het Hof van Beroep te Brussel en burgemeester van Eename, opgenomen in de erfelijke Belgische adel met de titel van jonkheer of jonkvrouw; hij had geen nageslacht. Op 15 maart 1968 werd ir. Jean Beaucarne (1906-1996), technisch en electrotechnisch ingenieur, oomzegger van voornoemde Louis, opgenomen in de erfelijke Belgische adel met de titel van ridder bij eerstgeboorte. Anno 2017 waren er nog twee mannelijke telgen in leven. Tussen 1980 en 1993 verkregen verscheidene leden naamswijziging tot Beaucarne d'Eenaeme.
Naar dit geslacht zijn vernoemd het Huis Beaucarne en het plantengeslacht Beaucarnea.

### Wapenbeschrijvingen
- 1931: Van keel, bezaaid met lelies van goud, met een pelikaan bebloed in natuurkleur, met vijf kleintjes, aanziende geplaatst op een grond, dit alles van zilver. Het schild getopt met eenen helm van zilver, getralied, gehalsband en omboord van goud, gevoerd en gehecht van keel, met wrong en dekkleeden van keel en van goud. Helmteeken: een lelie van het schild, tusschen twee afgewende vleugels rechts van goud en links van keel. Wapenspreuk: 'Diligite alterutrum' van goud, op een lossen band van keel.
- 1968: Van keel, bezaaid met leliebloemen van goud, met een pelikaan, met druppelende bloed van natuurlijke kleur, vergezeld van vijf jongen, geplaatst op een losse grond, alles van zilver. Het schild overtopt met een helm van zilver, gekroond, getralied, gehalsband en omboord van goud, gevoerd en gehecht van keel, met dekkleden van keel en van goud. Helmteken: een leliebloem van goud, tussen twee afgewende halve vluchten, rechts van goud, links van keel. Wapenspreuk: 'Diligite alterutrum' van goud, op een losse band van keel. Bovendien, voor de [titularis] het schild getopt met een ridderkroon.

## Enkele telgen
Louis Edmond de Beaucarne
- Emile Jean Louis Beaucarne
  - Ir. Jean ridder Beaucarne d'Eenaeme (1906-1996), technisch en electrotechnisch ingenieur
    - Jean ridder Beaucarne d'Eenaeme (1932-2013), van 1996 tot 2013 chef de famille
    - Ir. Guy ridder Beaucarne d'Eenaeme (1935), technisch ingenieur, sinds 2013 chef de famille
      - Jhr. Guy Beaucarne d'Eenaeme (1961), vermoedelijke opvolger als chef de famille
- Jhr. dr. Louis Beaucarne (1875-1945), advocaat bij het Hof van Beroep te Brussel en burgemeester van Eename